# Rhipidia (Rhipidia) femorasetosa
Rhipidia (Rhipidia) femorasetosa is een tweevleugelige uit de familie steltmuggen (Limoniidae). De soort komt voor in het Afrotropisch gebied.